# قائمة أغلى الساعات المباعة في المزاد العلني

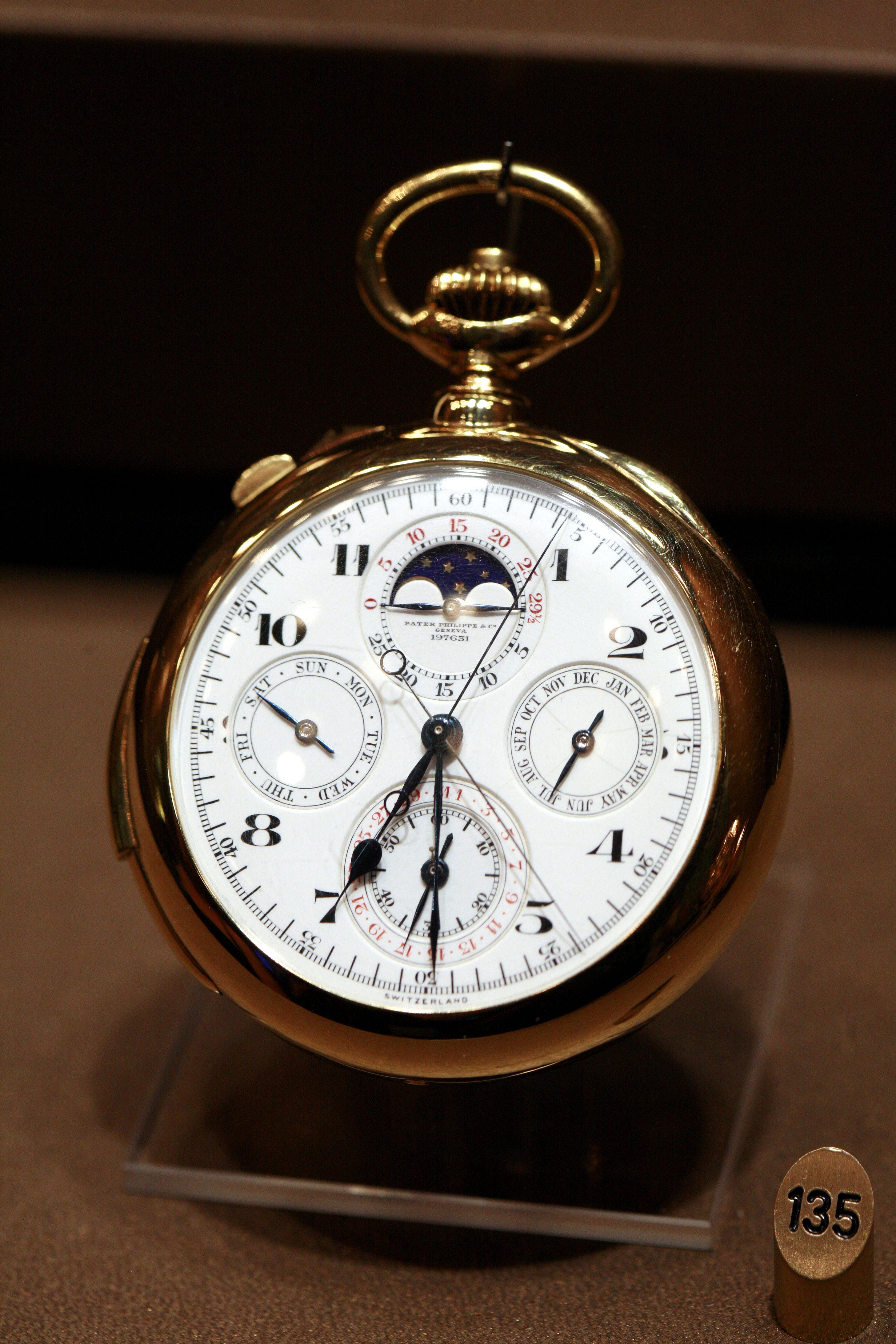
ساعة جيب من باتيك فيليب

أغلى الساعات المباعة في مزاد، هي قائمة بأغلى الساعات في العالم، التي تم بيعها في مزادات، وتوثق هذه القائمة، الساعات المباعة في مزادات في جميع أنحاء العالم بما لا يقل عن 9.5 مليون دولار أمريكي.
في ديسمبر من عام 2021 ، أصبحت ساعة جراند ماستر تشايم من باتيك فيليب، هي أغلى ساعة (ساعة يد ) بيعت في مزاد على الإطلاق، بـ 31.19 مليون دولار أمريكي (31.000.000 فرنك سويسري ) بجنيف في صفقة عقدت في 9 نوفمبر من عام 2019.
وأضبحت ساعة هنري جريفز من باتيك فيليب، أغلى ساعة جيب تباع في مزاد بعد أن بيعت بـ 23.98 مليون دولار أمريكي، في مزاد بجنيف في نوفمبر من عام 2014.
وفي ديسمبر 2021 ، تم بيع ما لا يقل عن 101 ساعة في المزادات بأكثر من مليوني دولار أمريكي ، وتم بيع 160 ساعة على الأقل في المزادات بأكثر من 1.5 مليون دولار أمريكي. وتمتلك باتيك فيليب ثماني ساعات من بين أفضل 10 من هذه الساعات فيما تعود الاثنتين المتبقيتين إلى شركة رولكس .

## ديسمبر 2021

### سجلات المزاد
- في جميع أنحاء العالم: أغلى ساعة بيعت على الإطلاق في مزاد في جميع أنحاء العالم هي جراند ماستر تشايم من باتيك فيليب 6300A-010 ، بـ 31.19 مليون دولار أمريكي (31.000.000 فرنك سويسري ) في جنيف في 9 نوفمبر 2019ـ في مزاد كريستيز .[9][10]
- آسيا : أغلى ساعة بيعت على الإطلاق في مزاد في آسيا هي ساعة جوبي ميلان من باتيك فيليب، والتي تضم التوقيع المزدوج "هيورس يونيفرسيلز" وتم بيعها بـ 8.967 مليون دولار أمريكي، في هونج كونج في 23 نوفمبر 2019 في مزاد كريستيز.[11][12]
- أوروبا: أغلى ساعة بيعت في مزاد في أوروبا هي جراند ماستر تشايم من باتيك فيليب بـ 31.19 مليون دولار أمريكي في جنيف في 9 نوفمبر 2019 في مزاد كريستيز.[3][4]
- أمريكا الشمالية: أغلى ساعة بيعت في مزاد بأمريكا الشمالية هي ساعة بول نيومان من رولكس، والتي بيعت بـ 17.75 مليون دولار أمريكي في نيويورك في 26 أكتوبر 2017 (بواسطة مزاد فيليبس ). [13]

### بيوت المزادات
باعت ستة مزادات أغلى الساعات (بما لا يقل عن 2 مليون دولار أمريكي). منذ ديسمبر 2021 وهم: كريستيز وفيليبس وآنتيكوروم وسوثبيز وأوديمار بيجيه وبولي مزاد .

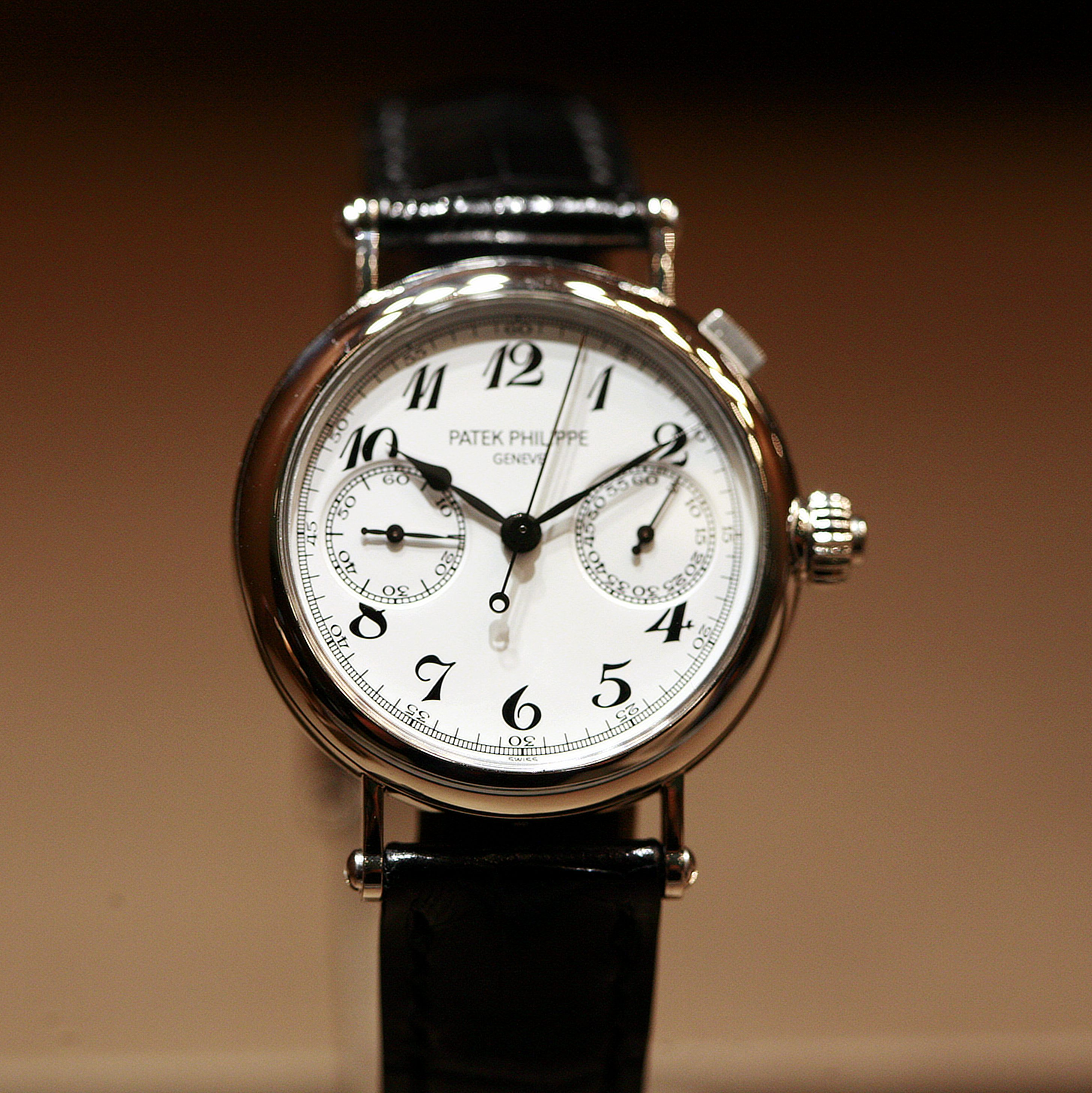
ساعة يد كرونغراف من باتيك فيليب

### المصنّعين
وتعود أغلى الساعات التي تم بيعها في المزادات (بما لا يقل عن 2 مليون دولار أمريكي). منذ ديسمبر 2021 إلى أربعة عشر مصنعًا وهم:

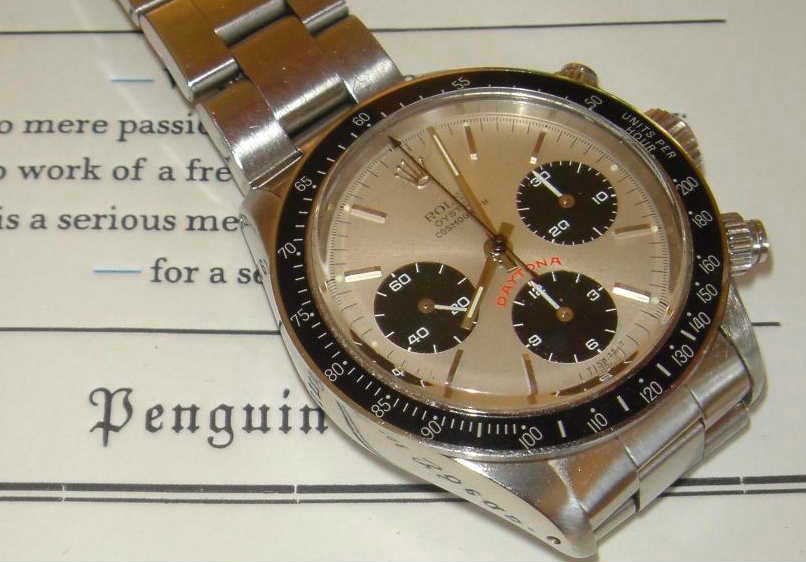
ساعة رولكس دايتونا

- باتيك فيليب
- رولكس
- بريغيه
- أوديمار
- فيليب دوفور
- إف بي جورن
- جورج دانيلز
- ريتشارد ميل
- أورويرك
- زينيث
- فاشرون كونستانتين
- أوميغا
- تاغ هوير
- جيهان كريمسدورف (باريس).[15]